# Satelitarne sieci dostępowe

## Satelitarne sieci dostępowe
Pierwszą usługę przesyłania danych bezpośrednio do abonenta przy wykorzystaniu satelity wprowadzono na początku lat osiemdziesiątych pod nazwą Very Small Aperture Terminal. W latach dziewięćdziesiątych wprowadzono na rynek sieć Iridium, mającą służyć obok transmisji głosu, również do dwukierunkowej transmisji danych, oraz rozszerzono standard Digital Video Board o specyfikacje dotyczące sieci dostępowych. Postaramy się omówić w niniejszej pracy te trzy zupełnie różne platformy do świadczenia usług transmisji danych. Chcielibyśmy również pokazać, jakie są ich największe wady, zalety, obszary zastosowania, problemy w implementacji oraz ceny sprzętu i użytkowania. Porównaniem tych systemów zajmiemy się na różnych płaszczyznach.
Obok VSAT, Iridium i Digital Video Broadcasting istnieje możliwość transmisji danych drogą satelitarną poprzez systemy Inmarsat i Globalstar, jednak nie będziemy się nimi zajmować ze względu na duże podobieństwo do systemu Iridium. 

## Przedstawienie działających systemów transmisji danych

### Very Small Aperture Terminal
Techniki telekomunikacji satelitarnej wykorzystującej terminale abonenckie wyposażone w anteny o bardzo lub ultra małej średnicy, określane są odpowiednio jako Very Small Aperture Terminal - VSAT oraz Ultra Small Aperture Terminal - USAT. Systemy VSAT korzystają z transponderów satelitów geostacjonarnych (GEO). Wykorzystanie stacji VSAT umożliwia realizację różnorodnych usług telekomunikacyjnych w przypadkach, gdy dostępna infrastruktura naziemna nie jest w stanie zapewnić możliwości korzystania z łączy o odpowiednich parametrach technicznych.
Podstawową zaletą techniki VSAT jest elastyczność pozwalająca zarówno na organizowanie sieci o dowolnej strukturze, jak i zestawianie połączeń typu punkt-punkt do miejsc o słabo rozbudowanej infrastrukturze telekomunikacyjnej. Warto podkreślić, że system VSAT może być wykorzystywany jako sieć łączności podstawowej, lub też w charakterze systemu awaryjnego, uruchamianego w przypadku niedostępności łączy zasadniczych.

### Iridium
Iridium jest systemem satelitarnym typu LEO. Opracowany w latach 1987-90, uruchomiony został w listopadzie 1998 roku . Po uruchomieniu okazało się, że w rzeczywistości zainteresowanie tego typu systemem jest nikłe, co spowodowało upadłość konsorcjum Iridium i wykupienie całego majątku przez osobę prywatną. Obecnie Iridium nadal dostępne jest do osobistego użytku, ale największym klientem pozostaje rząd USA.
Satelity Iridium poruszają się na wysokości ok. 780 km  n.p.m. (inklinacja 86,40), pokrywając swoim zasięgiem całą powierzchnię kuli ziemskiej. Na system składa się sieć 66 satelitów (plus 6 zapasowych), ułożonych na 6 płaszczyznach orbitalnych (11 satelitów na każdej). Orbity oddalone są od siebie o 31,20, oprócz poruszających się przeciwlegle orbity pierwszej i szóstej, które są oddalone o 220.
Okres obiegu satelitów wynosi ok. 100 minut. Z danego punktu na powierzchni Ziemi można obserwować jednego satelitę przez 10 minut. Jak łatwo obliczyć, satelity pokrywają dany punkt „na zakładkę” – zanim jeden satelitów zniknie nad horyzontem, następny już jest widoczny. Minimalna elewacja, jaką bierze się pod uwagę, to 8,20 .
Każdy z satelitów posiada na pokładzie trzy zestawy anten, każdy z nich generuje 16 wiązek tworzących komórki o średnicy 600 km. Biorąc pod uwagę liczbę satelitów możemy obliczyć, że teoretyczna liczba komórek wynosi 3168. Praktycznie jednak utworzone jest 2150 komórek   (ze względu na mniejszą wymaganą liczbę komórek na dużych szerokościach geograficznych).
Każda komórka ma przyporządkowane 20 kanałów radiowych. Jeden kanał o przepływności 50 kbit/s pozwala na utworzenie czterech dupleksowych połączeń . Innymi słowy, w komórce o promieniu 600 km może być obsłużonych 80 użytkowników. Pojedynczy satelita natomiast jest w stanie przetworzyć 1100 jednoczesnych rozmów .
Istotną cechą systemu jest fakt, iż przetwarzanie danych (komutacja) zachodzi na pokładzie satelity, bez łączności ze stacją naziemną. Łączność taka jest potrzebna tylko w dwóch wypadkach: podczas zestawiania połączenia (kiedy trzeba sprawdzić dane abonenta), oraz podczas łączenia się z inną siecią telekomunikacyjną.
Aby było to możliwe, satelity muszą utrzymywać połączenia między sobą – tzw. ISL (Intersatellite Link). Każdy z satelitów utrzymuje 4 takie połączenia (2 z satelitami z tej samej orbity, 2 z satelitami z sąsiednich orbit – oczywiście nie dotyczy to satelitów z orbity 1 i 6, które łączą się z trzema sąsiadami) . 
Wypada jeszcze zauważyć, że ISL z sąsiednimi orbitami utrzymywane są prawdopodobnie tylko w pewnym zakresie szerokości geograficznej, ze względu na trudności w pozycjonowaniu anteny przy dużej względnej prędkości kątowej między dwoma satelitami.

### Digital Video Board - Satellite
Digital Video Board jest to zespół zaleceń opracowanych przez European Telecommunication Commission. We wrześniu 1993 stowarzyszenie europejskich nadawców postanowiło opracować standardy, które umożliwią wprowadzenie rewolucyjnej technologii - nadawania przekazu wideo i dźwięku w cyfrowej jakości równolegle wraz z dodatkowymi serwisami. W październiku 1996 rozpoczęła nadawać pierwsza japońska telewizja. W mniej więcej tym samym czasie firma DirectPC w porozumieniu z Eutelsatem rozpoczęła udostępnianie Internetu przez satelity. Jednakże dopiero niedawno obie firmy wprowadziły dystrybucję przez jednego sztucznego satelitę programów telewizyjnych wraz z danymi komputerowymi za cenę, którą byłby w stanie zaakceptować przeciętny użytkownik łącza szerokopasmowego.
Ogromna pojemność jednego transpondera satelitarnego, sięgająca 34 Mbit/s, daje ogromne możliwości przesyłania danych do użytkownika. Biorąc pod uwagę, że obecnie wokół Ziemi krąży około 170 satelitów geostacjonarnych, świadczących usługi komercyjne, a w ciągu najbliższych 15 lat planuje się wystrzelenie kolejnych 1700 sztuk, to pojemność satelitarnego systemu transmisji danych wydaje się imponująca.
Z punktu widzenia użytkownika, do korzystania z Internetu za pomocą łączności satelitarnej, niezbędny jest niestety kanał uplink, który umożliwia zamawianie danych, antena satelitarna i karta DVB/MPEG-2 wbudowana w komputer klasy PC. Wielkość czaszy anteny uzależniona jest od położenia użytkownika względem satelity (dla Polski wystarczy mała antena o średnicy 60 cm).

## Protokoły transmisji danych

### Protokoły w sieci Very Small Aperture Terminal
Nadajnik współpracuje z komputerami użytkowników za pośrednictwem standardowego kontrolera komunikacyjnego, który odczytuje i ustawia właściwe stany logiczne na liniach sterujących interfejsów RS-232C oraz dokonuje konwersji formatu wymienianych danych. Informacje dostarczane do przekazania są ramkowane zgodnie z wymaganiami protokołu HDLC i przesyłane do punktu przeznaczenia w sposób określony protokołem ALOHA. Dostrojenie nadajnika do wybranego losowo kanału odbywa się za pośrednictwem syntetyzera o skoku częstotliwości 62,5 kHz, natomiast formowanie sygnału BPSK prowadzi bezpośrednio procesor DSP, który dodatkowo synchronizuje momenty rozpoczynania przekazu wychwytując znaczniki szczelin czasowych z danych dostarczanych przez HS za pośrednictwem kanału OC.
Stacja centralna tworzy w kanale wyjściowym ramkę TDM, w której znajdują się szczeliny czasowe przeznaczone dla wszystkich stacji końcowych aktualnie z nią współpracujących. Każda stacja pobiera całą ramkę i wydziela przeznaczoną dla niej szczelinę. Stacja końcowa VSAT nadaje sygnały do stacji centralnej w przydzielonej jej szczelinie czasowej. Sygnały od aktywnych stacji VSAT zbiegają się na satelicie, w którym tworzy się sygnał TDMA, przesyłany następnie do stacji centralnej. Ramka TDM zawiera pakiet synchronizacyjny oraz pakiety informacyjne do poszczególnych stacji VSAT. Na początku pakietu synchronizacyjnego znajduje się wzorzec ramki UW (Unique Word), umożliwiający określenie krawędzi ramki, tzn. początku odczytywania czasu w danej ramce. Po nim następują bity służące do synchronizacji generatora odtwarzającego przebieg nośny oraz bitowej i symbolowej skali czasu. Pakiety informacyjne rozpoczynają się od nagłówka (flagi - F), po nim następuje adres stacji (A), do której jest skierowany pakiet oraz bity sterowania i synchronizacji (C), następnie przesyła się informację użytkową (dane) oraz bity kontrolne FCS, umożliwiające wykrycie błędów transmisji.
Użytkownik przekazuje lub odbiera strumień danych w odpowiednim standardzie. Informacje odebrane od nadawcy są dzielone na pakiety. Długość pakietu zależy od aktualnej konfiguracji kanału nadawczego, w szczególności od wielkości przydzielanej szczeliny czasowej. Dopasowanie danych i sterowanie transmisją prowadzone jest przez urządzenie nadawczo-odbiorcze. Pakiety informacji transmitowane przez sieć VSAT podlegają kapsułkowaniu w trzech warstwach, realizowanych przez następujące protokoły:
- protokół HDLC dla łącza danych (LAPB dla łącza Hub-Host Interface oraz TLCP dla łącza satelitarnego),
- protokół CLNP dla warstwy sieciowej, oraz
- protokół TP4 dla warstwy transportowej.

W warstwie łącza danych oraz w warstwie sieciowej transmitowane pakiety traktowane są indywidualnie. Informacje zawarte w nagłówku HDLC wykorzystywane są do sterowania łączem. Nagłówek protokołu CLNP zawiera podstawowe informacje dotyczące adresacji i długości transmitowanego pakietu. Adresy odbiorcy i nadawcy kodowane są według normy ISO 8348. W warstwie transportowej stacje nawiązują połączenie, prowadzą wymianę danych, po czym zamykają połączenie. Nagłówek protokołu TP4 zawiera informacje identyfikujące połączenie oraz typ pakietu. Odróżnienie pakietów danych od pakietów sterujących umożliwia pole kodu, zawarte w nagłówkach protokołu warstwy transportowej (TP4), który określa typ pakietu (może to być wykorzystane przy billingu). Jedyna możliwość odróżnienia pakietu retransmitowanego od pierwotnego to śledzenie numeracji pakietów.
Typowa komunikacja pomiędzy stacjami lub pomiędzy stacją a Host Interface w warstwie transportowej składa się z następujących faz:
nawiązanie połączenia:
- stacja inicjująca wysyła pakiet "żądanie połączenia" (Connection Request, CR), pakiet zawiera identyfikator połączenia,
- stacja wywoływana akceptuje połączenie wysyłając pakiet potwierdzenie połączenia (Connection Confirm, CC),

transmisja danych:
- stacja wysyła pakiety danych (Data, DT), numerowanych modulo 128,
- stacja odbiorcza potwierdza odbiór grupy pakietów, pakiet potwierdzenia danych (Data Acknowledgement, AK) zawiera numer następnego spodziewanego pakietu danych (Nxt),
- jeśli w określonym czasie nie zostanie odebrany pakiet potwierdzający AK, stacja nadawcza retransmituje niepotwierdzone pakiety aż do odebrania poprawnego pakietu potwierdzającego,

rozwiązanie połączenia:
- jedna ze stacji wysyła pakiet żądanie rozłączenia (Disconnect Request, DR),
- druga stacja akceptuje rozłączenie pakietem potwierdzenie rozłączenia (Disconnect Confirm, DC)

Rozwiązanie połączenia może być inicjowane przez każdą ze stacji, a w szczególnych wypadkach może być wymuszone przez stacje centralną.

## Protokoły w sieci Digital Video Board

### Transport Stream
Strumień o przepływności 38 Mb/s (jest to średnia przepływność eksploatowanych transponderów satelitarnych) może zawierać od 4 do 8 programów telewizyjnych, 150 programów radiowych, 550 połączeń ISDN, kanały transmisji danych lub kombinację tych sygnałów. Podstawową jednostką transmisji danych w DVB-S jest kontener TS o pojemności 188 bajtów. Pola nagłówka TS umożliwiają określenie szerokiej gamy parametrów potrzebnych do ustanowienia transmisji. W strumieniu TS wyróżnione są pewne ramki opisane standardowymi numerami PID. Znajduje się w nich informacja m.in. o przypisaniu numerów PID ramek do typu danych lub struktur danych, które przenoszą. Taki mechanizm w systemie umożliwia autokonfigurację terminala abonenckiego.

### Sposoby realizacji transmisji danych
Świadczenie usług interakcyjnych z wykorzystaniem platformy DVB-S wymaga stworzenia kanału zwrotnego. Dotychczas opracowano standardy tworzenia go za pośrednictwem sieci telefonicznej PSTN lub sieci z integracją usług ISDN. Trwają prace nad stworzeniem kanału zwrotnego przez satelitę. Należy zaznaczyć, że platforma ta została zaprojektowana dla silnie niesymetrycznego ruchu, więc wymagania wobec kanału zwrotnego nie są krytyczne. 
Największa zaletą DVB-S jest możliwość rozsiewczej transmisji wielkich ilości danych z bardzo dużą szybkością i bardzo dobrym zabezpieczeniem przed wszelkiego rodzaju błędami transmisji. Dla tej platformy opracowano specjalną specyfikację, dotyczącą transmisji danych. Umożliwia ona operatorowi przesyłanie oprogramowania, świadczenie usług internetowych (tunelowanie protokołu IP), realizację interakcyjnej telewizji itd. Wyróżnia się cztery profile - obszary zastosowań transmisji danych: 
- „Danociąg” (Data Pipe) - prosty transport danych między użytkownikami końcowymi.
- Transport strumieni danych (Data Streaming) - transmisja asynchronicznych, synchronicznych lub synchronizowanych danych pomiędzy użytkownikami końcowymi.
- Kapsułkowanie wieloprotokołowe (Multiprotocol Encapsulation) - zastosowanie mechanizmów transportowych DVB do różnych usług transmisji danych.
- Karuzela danych (Data Carousel) - polega na okresowej transmisji zbiorów danych. Obszar zastosowań tego profilu obejmuje aplikacje podobne do teletekstu.

Tryb kapsułkowania wieloprotokołowego umożliwia utworzenie sieci IP opartej na bazie systemu DVB i świadczenie usług związanych z dostępem do Internetu.

### Multiprotocol Encapsulation
Kapsułkowanie wieloprotokołowe (enkapsulacja wieloprotokołowa) jest mechanizmem służącym do utworzenia sieci transportowej na bazie komórek TS strumienia MPEG-2. Została zoptymalizowana do przenoszenia pakietów IP, ale może również służyć do kapsułkowania innych typów pakietów przy wykorzystaniu LLC/SNAP. Standardy DVB definiują tryb unicast, multicast i broadcast. Urządzenia odbiorcze używają 48-miobitowego adresu MAC.
Datagramy przesyłane są w ramkach zgodnych ze specyfikacją DSMCC dla danych prywatnych. Tryb datagramowy jest wydajnym sposobem fragmentowania danych w celu umieszczenia ich w komórkach TS. W odbiorniku tylko ramki o określonym adresie MAC są odfiltrowywane ze strumienia TS. Jeżeli wielkość datagramu jest mniejsza bądź równa 4080 bajtom (razem z ewentualnym nagłówkiem LLC/SNAP), datagram przesłany jest w sekcji umieszczonej w jednej ramce (zgodnej z DSMCC).
Adres MAC składa się z 6 bajtów podzielonych na dwie grupy. Pierwsza grupa, składająca się z pierwszych 4 bajtów, znajduje się w polu ładunku ramki DSMCC. Druga grupa, składająca się z ostatnich 2 bajtów, umieszczona jest w polu table_id_extention ramki DSMCC.

### Protokół Transfer Control Protocol w sieci satelitarnej
W satelitarnych systemach dostępowych stosuje się protokół TCP/IP. Został on opracowany i zoptymalizowany do pracy w łączach o bardzo małej stopie błędu i bardzo małym opóźnieniu. Dlatego jego stosowanie w łączach satelitarnych, które niestety nie spełniają tych kryteriów, nie jest optymalne. Problemy pojawiają się zarówno w odniesieniu do warstwy sieciowej IP, jak i do warstwy transportowej TCP. Podczas implementacji IP głównym problemem jest czas życia datagramu TTL (Time To Live). Ze względu na fragmentację pakietu IP nie można generować dwóch identycznych datagramów w czasie odpowiadającym maksymalnej długości ich życia (około 2 min.). Niedotrzymanie tego warunku może spowodować, że będą błędnie składane. Efektem jest wyraźne ograniczenie maksymalnej prędkości transmisji. Rozwiązanie to mechanizm MTU Discovery, umożliwiający hostowi określenie maksymalnego rozmiaru datagramu, który nie jest fragmentowany.
Dużo poważniejsze problemy pojawiają się jednak podczas implementacji protokołu TCP. Pierwszy to konieczność zapewnienia niepowtarzalności numeru kolejnego (Sequence Number) wysyłanego bajta przez około 2 min. Umożliwia to transmisję z szybkością do 286 Mb/s. Wprowadzenie przez IETF (Internet Engineering Task Force) znaczników czasu (Time Stamp) rozwiązało ten problem.
Przy transmisji danych o przepływności ponad 150 kbit/s i dużych opóźnieniach (a takie warunki występują podczas transmisji w satelitarnym kanale zwrotnym) konieczne jest zastosowanie zmodyfikowanej wersji protokołu TCP, o której mowa w RFC 1323 ↓. Problem polega na ograniczeniu długości okna TCP do 216 bajtów, co przy dużej przepływności i dużym opóźnieniu może łatwo doprowadzić spadku wydajności protokołu. IETF uporało się także z długością okna transmisyjnego TCP, wynoszącego w wielu aplikacjach kilka kB. Wykorzystano mechanizm skalowania okna, polegający na zastosowaniu mnożnika skali okna (Multiplication Factor of Window Size).
Najpoważniejszym i do dzisiaj nierozwiązanym problemem jest bardzo niska skuteczność wykorzystania szerokopasmowego kanału satelitarnego. Spowodowana jest ona działaniem jednego z podstawowych algorytmów pracy TCP - algorytmu wolnego startu SSA (Slow Start Algorithm). Składa się on z algorytmu eksponencjalnego zwiększania rozmiaru segmentu (Probing Algorithm) oraz mechanizmu interpretacji utraty segmentu TCP jako oznaki przeładowania łącza.